# Fatima Ahallouch

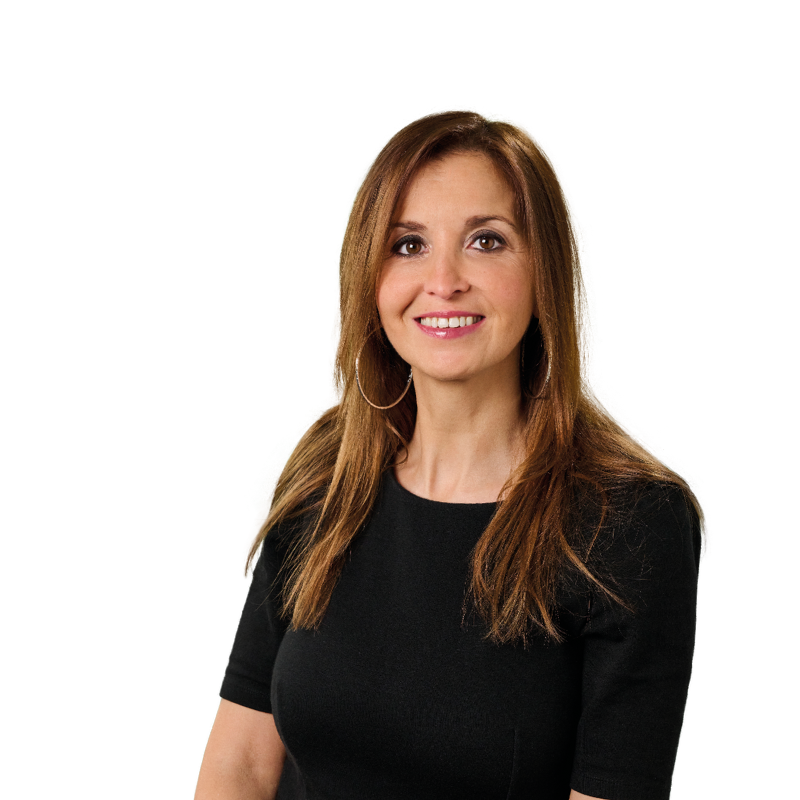
Fatima Ahallouch, 2024

Fatima Ahallouch (* 19. Oktober 1981 in Mouscron, Provinz Hennegau) ist eine belgische Politikerin der Sozialistischen Partei PS (Parti Socialiste), die seit 2019 Mitglied des Senats.

## Leben
Fatima Ahallouch absolvierte nach dem Schulbesuch ein Studium der Geisteswissenschaften an der Haute École Louvain en Hainaut (HELHa), welches sie 2006 beendete. Ein postgraduales Studium der Politikwissenschaften an der Facultés universitaires catholiques de Mons (FUCaM) schloss sie 2009 mit einem Master (Master en sciences politiques) ab und war als Lehrerin am Athénée Royal Fernand Jacquemin in Comines tätig. Ihre politische Laufbahn in der Sozialistischen Partei PS (Parti Socialiste) begann sie in der Kommunalpolitik und ist seit 2012 Mitglied des Stadtrates von Mouscron.
Bei der Wallonischen Parlamentswahl am 26. Mai 2019 wurde sie zum Mitglied des Wallonischen Parlaments (Parlement wallon) gewählt und vertritt dort den Wahlkreis Tournai-Ath-Mouscron. Sie ist dort seit dem 23. September 2019 Vize-Vorsitzende des Ausschusses für öffentlichen Dienst, Tourismus und Kulturerbe sowie Mitglied des Ausschusses für Beschäftigung, soziales Handeln und Gesundheit. Daneben ist sie im Parlament der Französischen Gemeinschaft Belgiens (Parlement de la Communauté française de Belgique) seit dem 2. Oktober 2019 ordentliches Mitglied des Bildungsausschusses sowie stellvertretendes Mitglied des Ausschusses für Kinder, Gesundheit, Kultur, Medien und Frauenrechte.
Am 4. Juli 2019 wurde Fatima Ahallouch als Vertreterin des Wallonischen Parlaments zugleich Mitglied des Senats, des Oberhauses des Föderalen Parlament. Sie ist Mitglied des Ausschusses für Querschnittsthemen.